# Valor (The Opium Cartel)
Valor is het derde studioalbum van The Opium Cartel, een band rondom Jacob Holm-Lupo. Deze muzikale duizendpoot met bands als White Willow en Wobbler schakelde een aantal musici in om het album op te nemen. Onduidelijk is of de musici daarbij daadwerkelijk samen in één geluidsstudio waren of dat het album tot stand kwam door muzikale bestanden over en weer te sturen (opgenomen in Noorwegen, Rusland, Duitsland en Israël). De binnenhoes geeft twee citaten van Vladimir Nabokov en Jalal ad-Din Rumi.
Jacob Holm-Lupo is liefhebber van vintage analoge synthesizers en heeft voor dit album inspiratie gehaald uit de muziek uit de jaren 80. De hoes kwam in samenwerking met Cirque du Soleil (acrobate door brandende hoepel).

## Musici
- Silje Huleboer – zang
- Jacob Holm-Lupo – synthesizers (Oberheim Matrix-6, Yamaha DX7, Ensoniq TS-10, Roland JX-3P, Korg minilogue), toetsinstrumenten, gitaar, basgitaar etc.
- Lars Fredrik Frøislie – drumstel, percussie, (tracks 1, 2, 4, 6, 8)
- Bjorn Riis - gitaar (tracks 3, 8)
- Ole Ovstedal – gitaar (track 5), basgitaar (track 8)
- Ina A (zang, track 4) (dochter van Jacob)
- Leah Marcu – zang (track 7) (normaliter zangeres van Tillian)
- Maria Grigoryeva – viool, altviool (track 7)
- Ilia Skibinsky – saxofoon (track 1)
- Alexander Stenerud – zang (track 9)

## Muziek
| Nr. | Titel                                                          | Duur |
| --- | -------------------------------------------------------------- | ---- |
| 1.  | In the streets (Holm-Lupo)                                     | 4:55 |
| 2.  | Slow run (Holm-Lupo)                                           | 5:30 |
| 3.  | A question of re-entry (Holm-Lupo)                             | 6:06 |
| 4.  | Nightwings (Holm-Lupo)                                         | 4:36 |
| 5.  | Fairground sunday (Holm-Lupo)                                  | 2:35 |
| 6.  | Under thunder (Holm-Lupo)                                      | 5:21 |
| 7.  | The curfew bell (Holm-Lupo)                                    | 3:35 |
| 8.  | A maelstrom of stars (Holm-Lupo)                               | 6:40 |
| 9.  | What’s it gonna be (Crosby, Croucier, Demartini, Pearcy, Hill) | 5:19 |